# Рікардо Пальма
Рікардо Пальма Соріано (ісп. Ricardo Palma Soriano; 7 лютого 1833, Ліма, Перу — 6 жовтня 1919, Ліма, Перу) — перуанський письменник, учений, бібліотекар.

## Біографія
На початку своєї кар'єри Рікардо Пальма служив офіцером на флоті Перу, потім обрав професію журналіста і політика. Прославився завдяки написанню книги про іспанську інквізиції в Віцекоролівстві Перу (англ.   Inquisition of Lima, Peru, 1863).
Згодом Рікардо Пальма працював директором Національної бібліотеки Перу аж до своєї смерті в 1919. Одним з його співробітників був майбутній знаменитий археолог Хуліо Тельйо. Він успішно відновив бібліотеку після розграбування під час чилійської окупації в 1881 після Другої Тихоокеанської війни. Завдяки його особистій дружбі з тодішнім президентом Чилі Домінго Санта Марією йому вдалося повернути з Чилі близько 10 000 книг, і бібліотека знову стала однією з найкращих в Південній Америці. 
Основною його письменницькою діяльністю став розвиток ним же придуманого жанру «ісп. Tradiciones peruanas» («Перуанські перекази»). «Перуанські перекази» — це кілька книг, що охоплюють епоху історії Перу від ранньої колоніальної до республіканського Перу, що є художньою історичною літературою, де реальні історичні факти тісно переплітаються з вигаданим автором сюжетом. «Перуанські перекази» видані автором в 12 томах в період з 1872 по 1910 рік. 
Похований на кладовищі «Пастор Матіас Маестро». 
На честь Рікардо Пальми в Лімі названі університет і середня школа. Портрет Рікардо Пальми був поміщений на банкноти 10 і 500000 інті, що вийшли з обігу.